# Shipton Oliffe
Shipton Oliffe är en ort i civil parish Shipton, i distriktet Cotswold, i grevskapet Gloucestershire, i England. Byn är belägen 10 km från Cheltenham. Shipton Oliffe var en civil parish fram till 1871 när blev den en del av Shipton. Civil parish hade 241 invånare år 1851. Byn nämndes i Domedagsboken (Domesday Book) år 1086, och kallades då Scip(e)tune.